# Малки римски бани (Дион)
Малките римски бани (на гръцки: Ρωμαϊκές θέρμες) са археологически обект, комплекс бани, разположен в античния македонски град Дион, Гърция.
Баните са разположени извън стените на града, непосредствено северно от Храма на Зевс Олмпийски. Построени са на два пъти през римската епоха. Комплексът се състои от банни, помощни и складови помещения, както и кладенец. На изток е разкрита голямо антре с под от хидравличен хоросан. На него има две тухлени структури, вероятно басейни за крака. Зидана пейка отделя това помещение от басейна във фригидариума на юг. На западната страна има три последователни помещения с подово отопление, средното от които е тепидариумът с горещия басейн а другите две са калдариуми.